# Чемпионат Европы по шорт-треку 1998
2-й Чемпионат Европы по шорт-треку проходил с 23 по 25 января 1998 года в Будапеште (Венгрия).

## Краткое описание медали

### Таблица медалей
*   Принимающая страна (Венгрия)
| Место          | Страна         | Золото | Серебро | Бронза | Всего |
| -------------- | -------------- | ------ | ------- | ------ | ----- |
| 1              | Италия         | 7      | 5       | 3      | 15    |
| 2              | Великобритания | 2      | 0       | 0      | 2     |
| 3              | Нидерланды     | 1      | 7       | 4      | 12    |
| 4              | Германия       | 0      | 0       | 1      | 1     |
| Всего стран: 4 | Всего стран: 4 | 10     | 12      | 8      | 30    |

Медали за дистанцию 3000 метров не вручаются.

### Мужчины
| дистанция            | Золото                                                                                   | Золото   | Серебро                                                                                         | Серебро  | Бронза                                                                                   | Бронза   |
| -------------------- | ---------------------------------------------------------------------------------------- | -------- | ----------------------------------------------------------------------------------------------- | -------- | ---------------------------------------------------------------------------------------- | -------- |
| 500 метров           | Дейв Верстег                                                                             | 42.648   | Фабио Карта                                                                                     | 42.651   | Микеле Антониоли                                                                         | 42.831   |
| 1000 метров          | Никки Гуч                                                                                | 1:32.480 | Фабио Карта                                                                                     | 1:32.623 | Микеле Антониоли                                                                         | 1:32.818 |
| 1500 метров          | Фабио Карта                                                                              | 2:26.390 | Никола Франческина                                                                              | 2:26.622 | Дейв Верстег                                                                             | 2:27.094 |
| 3000 метров          | Микеле Антониоли                                                                         | 5:29.078 | Фабио Карта                                                                                     | 5:29.179 | Никки Гуч                                                                                | 5:29.291 |
| 5000 метров эстафета | Великобритания · Роберт Митчелл · Никки Гуч · Яспер, Меттью · Мэтью Роу · Дэйв Аллардайс | 7:09.168 | Италия · Маурицио Карнино · Фабио Карта · Никола Франческина · Микеле Антониоли · Диего Каттани | 7:11.402 | Нидерланды · Патрик Вержер · Дейв Верстег · Алекс Велзебур · Йост Смит · Винсент Вулверс | 7:18.727 |
| Общая Классификация  | Фабио Карта                                                                              | 14 очков | Дейв Верстег Микеле Антониоли                                                                   | 9 очков  |                                                                                          |          |

### Женщины
| дистанция            | Золото                                                                                          | Золото    | Серебро                                                                           | Серебро  | Бронза                                                           | Бронза   |
| -------------------- | ----------------------------------------------------------------------------------------------- | --------- | --------------------------------------------------------------------------------- | -------- | ---------------------------------------------------------------- | -------- |
| 500 метров           | Барбара Бальдиссера                                                                             | 46.262    | Анке-Жани Ландман                                                                 | 46.334   | Маринелла Канклини                                               | 46.337   |
| 1000 метров          | Маринелла Канклини                                                                              | 1:33.542  | Эллен Вигерс                                                                      | 1:33.803 | Анке-Жани Ландман                                                | 1:33.991 |
| 1500 метров          | Маринелла Канклини                                                                              | 2:25.291  | Эллен Вигерс                                                                      | 2:25.690 | Анке-Жани Ландман                                                | 2:26.580 |
| 3000 метров          | Маринелла Канклини                                                                              | 5:44.256  | Дебби Палмер                                                                      | 5:45.895 | Эллен Вигерс                                                     | 5:55.697 |
| 3000 метров эстафета | Италия · Маринелла Канклини · Мара Дзини · Мара Урбани · Эвелина Родигари · Барбара Бальдиссера | 4:25.090  | Нидерланды · Эллен Вигерс · Анке-Жани Ландман · Маурен де Ланге · Мелани Де Ланге | 4:26.246 | Германия · Ивонн Кунце · Катрин Вебер · Сюзанна Буш · Анна Экнер | 4:26.903 |
| Общая классификация  | Маринелла Канклини                                                                              | 17 очков. | Анке-Жани Ландман Эллен Вигерс                                                    | 8 очков. |                                                                  |          |